# ランブリング・ローズ
『ランブリング・ローズ』（Rambling Rose）は、1991年のアメリカ合衆国の映画。監督はマーサ・クーリッジ。カルダー・ウィリンガムによる1972年の小説を原作とし、ウィリンガム自身が映画脚本も執筆した。

## あらすじ
ジョージア州に住むヒリアー家のもとに、ローズという女性が、お手伝い兼3人の子供たちの遊び相手としてやってきた。彼女は親に捨てられて以来売春宿で育った過去があり、現在も性欲過多に悩まされているという現実があった。それでもうまくいっていたようだったが、ローズは自分を本当に愛してくれる者を求め自室に男を連れ込むようになり、ついには2人の男がローズを巡って争った。この時ローズは止めに入った警官ウィルキーに暴行を加えたため逮捕された。性欲過多に悩む彼女に対し、医者は子宮の摘出を勧めたが、ヒリアー夫人に反対されて中止された。その後、ローズはウィルキーと結婚する。それから36年後、バディは父のもとを訪れ、ローズの死を初めて知る。彼女はウィルキーと離婚した後、何度か結婚を繰り返したが、最後の25年間は穏やかに暮らしたのだった。

## キャスト
※括弧内は日本語吹替（パイオニアLDC発売のDVD&VHSのみ収録）
- ローズ - ローラ・ダーン（井上喜久子）
- ヒリアー氏 - ロバート・デュヴァル（阪脩）
- ヒリアー夫人 - ダイアン・ラッド（翠準子）
- ウィルコックス・ヒリアー - ジョン・ハード（大塚芳忠）： 大人になったバディ。
- バディ - ルーカス・ハース（草尾毅）
- ドール - リサ・ジェイカブ（木藤聡子）
- ワスキー - エヴァン・ロックウッド（川田妙子）
- マーティンソン医師 - ケヴィン・コンウェイ（村松康雄）
- デイヴ・ウィルキー - ロバート・バーク（中田和宏）

## 評価
レビュー・アグリゲーターのRotten Tomatoesでは19件のレビューで支持率は100%、平均点は7.20/10となった。

## 受賞とノミネート
| 賞                               | 部門                    | 候補                     | 結果       |
| -------------------------------- | ----------------------- | ------------------------ | ---------- |
| アカデミー賞                     | 主演女優賞              | ローラ・ダーン           | ノミネート |
| アカデミー賞                     | 助演女優賞              | ダイアン・ラッド         | ノミネート |
| ゴールデングローブ賞             | 主演女優賞 (ドラマ部門) | ローラ・ダーン           | ノミネート |
| ゴールデングローブ賞             | 助演女優賞              | ダイアン・ラッド         | ノミネート |
| インディペンデント・スピリット賞 | 作品賞                  | 『ランブリング・ローズ』 | 受賞       |
| インディペンデント・スピリット賞 | 監督賞                  | マーサ・クーリッジ       | 受賞       |
| インディペンデント・スピリット賞 | 主演男優賞              | ロバート・デュヴァル     | ノミネート |
| インディペンデント・スピリット賞 | 助演女優賞              | ダイアン・ラッド         | 受賞       |
| インディペンデント・スピリット賞 | 撮影賞                  | ジョニー・E・ジェンセン  | ノミネート |